# Gennaro Santillo
Gennaro Santillo (La Spezia, 1º gennaio 1908 – Castelvetrano, 13 aprile 1943) è stato un calciatore italiano, di ruolo mediano.

## Biografia
Gennaro Santillo è nato a La Spezia il 1º gennaio 1908. Fratello maggiore di Umberto, anch'egli calciatore, era conosciuto inoltre come Santillo I. Perì il 13 aprile 1943, a 35 anni, durante la Seconda guerra mondiale, vittima di un mitragliamento aereo in Sicilia. La sua salma giace nel cimitero di Staglieno (GE).

## Caratteristiche tecniche
Era un centromediano metodista tra i più completi degli anni trenta.

## Carriera
Santillo I iniziò a giocare nelle giovanili dello Spezia, club della sua città natale, con cui debuttò a 17 anni in una gara vinta per 3-0 contro l'Astigiana, nella quale marcò anche la sua prima rete da professionista.
Fece poi parte della prima squadra ligure per sette stagioni, dalla 1925-1926 alla 1931-1932, totalizzando infine 132 presenze nell'odierno campionato di Serie B con 6 reti ed anche una presenza nella Coppa Italia 1926-1927.
Terminata la sua esperienza con gli spezzini, in estate venne ingaggiato dal Palermo, nel frattempo neopromosso storicamente in Serie A per la prima volta, in quella stessa annata, con il quale esordì in massima categoria il 18 settembre 1932, in una sconfitta esterna contro il Pro Vercelli (2-0).
Segnò, su rigore, il suo primo gol in maglia rosanero e in massima serie nella partita vinta in trasferta contro il Brescia, nella stagione 1935-1936, che terminò, dopo 4 anni, con la retrocessione.
Della squadra siciliana, di cui fu capitano, è considerato tra i giocatori più rappresentativi di sempre.
Concluse l'esperienza con i palermitani dopo essersi svincolato a seguito del loro fallimento societario, avvenuto nel 1940, collezionando, in 8 anni, 235 presenze e 5 gol nei campionati disputati (111 presenze con 1 gol in Serie A nel quadriennio 1932-1936 e 124 presenze con 4 gol in Serie B nel quadriennio 1936-1940), più 8 presenze e una rete in Coppa Italia, per un totale di 243 presenze e 6 reti realizzate.
Chiuse la propria carriera calcistica nel Grosseto, per il biennio successivo 1940-1942, in Serie C, raccogliendo 34 presenze e rigiocando assieme al fratello Umberto dopo gli ultimi anni del periodo a La Spezia.
Fu più volte convocato nella Nazionale di calcio dell'Italia da Vittorio Pozzo.

## Statistiche
| Stagione        | Squadra         | Campionato        | Campionato | Campionato | Coppe nazionali | Coppe nazionali | Coppe nazionali | Coppe continentali | Coppe continentali | Coppe continentali | Altre coppe | Altre coppe | Altre coppe | Totale | Totale |
| Stagione        | Squadra         | Comp              | Pres       | Reti       | Comp            | Pres            | Reti            | Comp               | Pres               | Reti               | Comp        | Pres        | Reti        | Comp   | Pres   |
| --------------- | --------------- | ----------------- | ---------- | ---------- | --------------- | --------------- | --------------- | ------------------ | ------------------ | ------------------ | ----------- | ----------- | ----------- | ------ | ------ |
| 1925-1926       | Spezia          | Seconda Divisione | 6          | 1          | -               | -               | -               | -                  | -                  | -                  | -           | -           | -           | 6      | 1      |
| 1926-1927       | Spezia          | Prima Divisione   | 18         | 1          | CI              | 1               | 0               | -                  | -                  | -                  | -           | -           | -           | 19     | 1      |
| 1927-1928       | Spezia          | Prima Divisione   | 15         | 2          | -               | -               | -               | -                  | -                  | -                  | -           | -           | -           | 15     | 2      |
| 1928-1929       | Spezia          | Prima Divisione   | 22         | 1          | -               | -               | -               | -                  | -                  | -                  | -           | -           | -           | 22     | 1      |
| 1929-1930       | Spezia          | B                 | 28         | 1          | -               | -               | -               | -                  | -                  | -                  | -           | -           | -           | 28     | 1      |
| 1930-1931       | Spezia          | B                 | 11         | 0          | -               | -               | -               | -                  | -                  | -                  | -           | -           | -           | 11     | 0      |
| 1931-1932       | Spezia          | B                 | 32         | 0          | -               | -               | -               | -                  | -                  | -                  | -           | -           | -           | 32     | 0      |
| Totale Spezia   | Totale Spezia   | Totale Spezia     | 132        | 6          |                 | 1               | 0               |                    | -                  | -                  |             | -           | -           | 133    | 6      |
| 1932-1933       | Palermo         | A                 | 33         | 0          | -               | -               | -               | -                  | -                  | -                  | -           | -           | -           | 33     | 0      |
| 1933-1934       | Palermo         | A                 | 34         | 0          | -               | -               | -               | -                  | -                  | -                  | -           | -           | -           | 34     | 0      |
| 1934-1935       | Palermo         | A                 | 24         | 0          | -               | -               | -               | -                  | -                  | -                  | -           | -           | -           | 24     | 0      |
| 1935-1936       | Palermo         | A                 | 20         | 1          | CI              | 0               | 0               | -                  | -                  | -                  | -           | -           | -           | 20     | 1      |
| 1936-1937       | Palermo         | B                 | 27         | 0          | CI              | 2               | 0               | -                  | -                  | -                  | -           | -           | -           | 29     | 0      |
| 1937-1938       | Palermo         | B                 | 31         | 2          | CI              | 2               | 0               | -                  | -                  | -                  | -           | -           | -           | 33     | 2      |
| 1938-1939       | Palermo         | B                 | 32         | 1          | CI              | 3               | 1               | -                  | -                  | -                  | -           | -           | -           | 35     | 2      |
| 1939-1940       | Palermo         | B                 | 34         | 1          | CI              | 1               | 0               | -                  | -                  | -                  | -           | -           | -           | 35     | 1      |
| Totale Palermo  | Totale Palermo  | Totale Palermo    | 235        | 5          |                 | 8               | 1               |                    | -                  | -                  |             | -           | -           | 243    | 6      |
| 1940-1941       | Grosseto        | C                 | 24         | 0          | -               | -               | -               | -                  | -                  | -                  | -           | -           | -           | 24     | 0      |
| 1941-1942       | Grosseto        | C                 | 10         | 0          | -               | -               | -               | -                  | -                  | -                  | -           | -           | -           | 10     | 0      |
| Totale Grosseto | Totale Grosseto | Totale Grosseto   | 34         | 0          |                 | -               | -               |                    | -                  | -                  |             | -           | -           | 34     | 0      |
| Totale Carriera | Totale Carriera | Totale Carriera   | 401        | 11         |                 | 9               | 1               |                    | -                  | -                  |             | -           | -           | 410    | 12     |

## Palmarès

### Club

#### Competizioni nazionali
- Seconda Divisione: 1

Spezia: 1925-1926
- Prima Divisione: 1

Spezia: 1928-1929